# Atyria quicha
Atyria quicha là một loài bướm đêm trong họ Geometridae.